# Laval théologique et philosophique
Laval théologique et philosophique (LTP) est une revue savante fondée en 1945 par Charles De Koninck et Alphonse-Marie Parent à l'Université Laval.
Elle couvre à la fois les domaines de la philosophie et de la théologie. Ses publications peuvent questionner l’actualité, mais aussi ouvrir de nouveaux champs de recherche. Elle dispose d'un comité de lecture (elle est « peer reviewed »), ouverte aux approches interdisciplinaires et publie régulièrement des numéros thématiques. Son conseil de rédaction est formé de chercheurs du Canada, des États-Unis et de l'étranger. 
Dans les années 2000, elle est dirigée par Luc Langlois et a deux rédacteurs en chef : Thomas De Koninck (philosophie) et Paul-Hubert Poirier (théologie).